# 韋斯特比
韋斯特比（挪威語：Vestby）是挪威阿克什胡斯郡的市镇，行政中心为韋斯特比村。市镇面积为134平方公里，人口数量为13,159人（2006年），人口密度为每平方公里96人。